# Lao động có khế ước

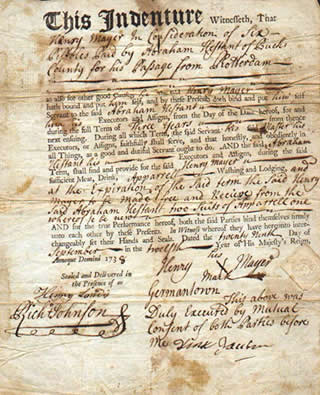
Một khế ước năm 1738.

Lao động có giao kèo (tiếng Pháp: Engagisme; tiếng Anh: Indentured servitude) hoăc lao động theo khế ước ban đầu là một khái niệm pháp lý thuộc chế độ cũ của Pháp và là một thực tế xã hội ở các thuộc địa của Pháp và Anh, đặc biệt là ở Bắc Mỹ, Tây Ấn và Réunion và có liên quan đến nô lệ. Tại Pháp, nó đã được thực hành ở khu định cư Châu Âu của Tân Pháp và Tây Ấn.
Sau khi bị bãi bỏ trong Cách mạng Pháp, lao động có khế ước đã trở thành một hình thức lao động làm công ăn lương từ các quốc gia thuộc địa (nô lệ cũ) hoặc những người nhập cư chủ yếu từ Châu Phi, Ấn Độ hoặc lưu vực Châu Á, cho các chủ đất lớn ở Tây Ấn thuộc Pháp và Mascarene, những người phải đối mặt với các vấn đề lao động sau khi chế độ nô lệ ở Pháp bị bãi bỏ vào năm 1848. Khế ước là một hệ thống tương đương trong thế giới Anglo-Saxon.
Tại nhiều quốc gia, các hệ thống lao động khế ước hiện đã bị đặt ngoài vòng pháp luật, và bị Tuyên ngôn Nhân quyền Quốc tế cấm như một hình thức nô lệ.

## Pháp

### Châu Mỹ dướiChế độ cũ
Để cung cấp một lực lượng lao động có kỹ năng và giá rẻ cho các lãnh chúa của Tân Pháp, nước Pháp đã chiêu mộ những người lao động. Sau đó chúng được gọi là "ba mươi sáu tháng". Phương thức tuyển dụng này rất phổ biến vào thế kỷ XVII, và sau đó trở thành mốt trở lại ngay sau Hiệp ước Utrecht.
Vào ngày 20 tháng 3 năm 1714, một sắc lệnh của hoàng gia ra lệnh cho các thuyền trưởng của các tàu buôn vận chuyển đến châu Mỹ "từ ba người nhập ngũ đến sáu người tùy thuộc vào cảng của tàu của họ".. Việc giám sát được thực hiện cả khi khởi hành từ Pháp và khi đến Quebec. Sau khi khoảng thời gian ba mươi sáu tháng trôi qua, người làm thuê được tự do mua đất nếu họ có tiền, để trở thành kiểm duyệt viên, hoặc trở lại Pháp. Tuy nhiên, số lượng người đến Tân Pháp rất thấp, phần lớn trong số họ chọn Tây Ấn làm điểm đến.

### Maurice

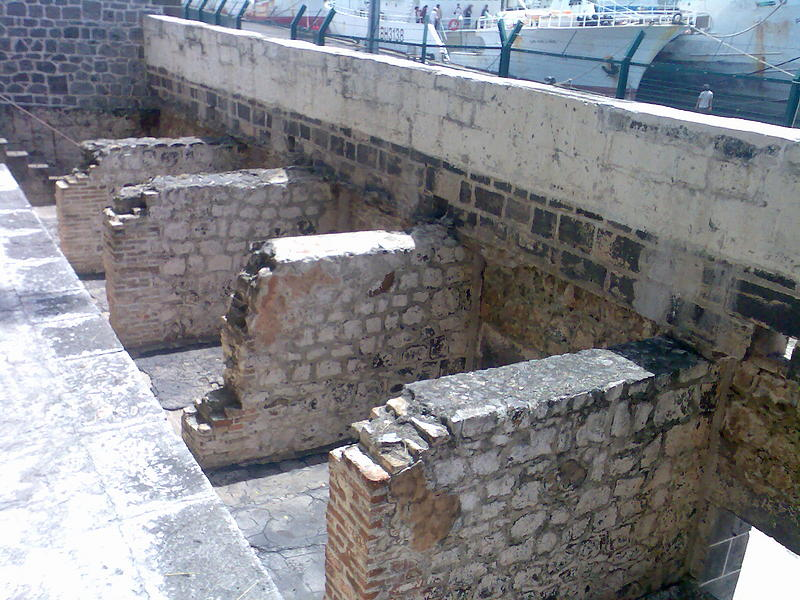
Di tích còn sót lại của nhà vệ sinh tại Aapravasi Ghat.

Mauritius nhận được những tân binh đầu tiên vào đầu những năm 1830. Khi đến đó, họ đi qua các tòa nhà ngày nay được gọi là Aapravasi Ghat, một địa điểm được UNESCO công nhận là Di sản Thế giới vào ngày 12 tháng 7 năm 2006, chỉ định nó là nơi hình thành cộng đồng người lao động thời hiện đại đầu tiên.
Những người lao động theo khế ước, hay còn gọi là cu li, giao kèo bằng tiếng Anh, mặc dù chủ yếu là Ấn Độ và Trung Quốc, có nhiều nguồn gốc khác nhau: Ethiopia, Congo, Mozambique, Malay, Nhật Bản, người gốc Malagasy, Bretons...
Văn bản đầu tiên hát về cuộc vượt đại dương của những lao động này là Cale d'étoiles-Coolitude, của nhà thơ Khal Torabully (1992). Văn bản này khám phá chủ đề của những cuộc di cư, tưởng niệm họ, các vấn đề văn hóa, xã hội và ngôn ngữ trong các xã hội do sự kết nối giữa các không gian khác nhau của con người.
Điều này đã mở ra chủ nghĩa gắn kết với các vấn đề hiện tại của con người, không có chủ nghĩa thiết yếu. Tác giả cũng nhấn mạnh rằng việc buôn bán cu li, sau khi xóa bỏ chế độ nô lệ, được nhắc lại theo nhiều khía cạnh, "một hình thức nô lệ mới", như nhà sử học Hugh Tinker người Anh đã viết.
"Coolitude" là một thuật ngữ do nhà thơ Mauritian Khal Torabully đặt ra để mô tả sự tương tác văn hóa của cộng đồng "cu li" người Ấn Độ hoặc Trung Quốc và mở rộng ra cũng là những cuộc di cư tương tự. Nó đề cập đến một quá trình xuyên văn hóa, liên kết các hình ảnh và nền văn hóa theo những cách phi bản chất. Khái niệm đưa ra lý thuyết về chủ nghĩa nhân văn về sự đa dạng sinh ra từ kinh nghiệm của sự tham gia, đã đóng góp rất nhiều, ở cấp độ đạo đức, để có Lộ trình cam kết được Unesco thông qua vào tháng 10 năm 2014. Ngoài ra, con đường của nô lệ và con đường của những người đã tham gia sẽ tiếp tục là những con đường quan trọng đối với nhân loại.

### Réunion
Ở Reunion, nơi việc bãi bỏ chế độ nô lệ được tuyên bố bởi Sarda Garriga vào ngày 20 tháng 12 năm 1848, kế hoạch lao động khế ước là nguồn gốc của việc tăng gấp đôi dân số trong vòng chưa đầy 35 năm, công nhân được trả lương thấp cũng đến từ Madagascar.
Trên thực tế, từ năm 1849 đến năm 1859, số lượng nam giới Ấn Độ theo khế ước đã tăng từ 11.000 người lên 37.000 người, và các thỏa thuận ký kết giữa Pháp và Vương quốc Anh năm 1860 và 1861 đã tăng lên..
Hai nguồn lao động chính được Réunion đặc biệt quan tâm. Một mặt, Châu Phi và các đảo chính (Madagascar và Comoros) là nguồn gốc lịch sử của dân lao động, có thể nói là cổ xưa nhất. Mặt khác, Ấn Độ, vì tiềm năng nhân khẩu học đáng kể, đã thu hút sự chú ý của những người trồng mía.
Bằng cách rút ra lần lượt từ cái này đến cái khác tùy thuộc vào những khó khăn do Anh gây ra, Đảo đã thành công trong việc thiết lập một dòng người di cư có quy tắc, với các quy định không phải lúc nào cũng được tôn trọng.
Như nhà sử học Xavier Le Terrier chỉ ra, việc sử dụng những lao động này cho phép ngành mía đường "lấp đầy nhân lực" và vượt qua quá trình xóa bỏ chế độ nô lệ một cách thành công. Tuy nhiên, từ cuối những năm 1850, sự gia tăng của các phương pháp tuyển mộ lao động đáng ngờ từ bờ biển châu Phi đã góp phần làm ảnh hưởng đến việc nhập khẩu lao động nước ngoài: năm 1859, dưới áp lực của Anh, chính phủ Pháp quyết định chấm dứt việc tuyển dụng lao động từ lưu vực Đông Phi. Năm 1862, biện pháp này được mở rộng đến bờ biển phía tây của châu Phi.
Nếu ủy quyền tuyển dụng ở Ấn Độ, được Anh cấp cho Thuộc địa vào năm 1860, sẽ bù đắp một cách thuận lợi cho việc mất trung tâm tuyển dụng lao động từ châu Phi, những lạm dụng gây ra trong bối cảnh này bằng cách tuyển dụng các đặc vụ và những người thường xuyên được quan sát thấy ở các điền trang đường của Reunion đã đẩy nước Anh đến đóng cửa làn sóng nhập cư Ấn Độ đến Reunion.
Sự kết thúc của việc lao động khế ước Ấn Độ đã được báo trước trước cuối thế kỷ XIX, sau khi bị thách thức bởi việc đình chỉ hiệp định Pháp-Anh năm 1882 nhưng điều đó không ngăn được dòng lao động tiếp tục từ Ấn Độ.

Ngược lại, điều này chắc chắn đã khuyến khích sự nhập cư của người Hoa từ vùng Quảng Đông vào đầu thế kỷ XX. Đoàn xe cuối cùng tham gia đã không đến nơi cho đến năm 1933, nhưng đó là nguồn gốc của cộng đồng hiện tại "có cách của riêng mình". Giai đoạn giữa các cuộc chiến sẽ chứng kiến một cuộc cải cách cơ bản về việc phân bổ quyền hạn của Sở Di trú, cơ quan quản lý luồng nhập cư đến Đảo Reunion. Sở Di trú (trước đây thuộc Dịch vụ Đăng ký, Tên miền và Con dấu) đã được chuyển giao, sau một báo cáo từ Phái bộ Thanh tra Thuộc địa năm 1937 theo thanh tra lao động. Dịch vụ này hiện bao gồm, ngoài người đứng đầu, 9 ủy viên cũng như một thông dịch viên người Madagasca, những người cũng đảm nhiệm các số đăng ký chung, trong đó ghi nhận các chuyển nhượng đã xảy ra trong các xanhđica (nghiệp đoàn) và liên quan đến người nhập cư. Cải cách này giúp có thể kiểm kê được những người di cư cuối cùng có mặt ở Reunion. Sau đó, dịch vụ mới sẽ chỉ xử lý các nhóm này, được đề cập trong tài liệu: 
| “ | "1 - Những người nhập cư Malagasy thuộc chủng tộc Antandroy du nhập vào Đảo Reunion từ năm 1922 đến năm 1927 và những người đã tái du nhập. Họ đánh số 648 và chế độ làm việc của họ được ấn định theo sắc lệnh ngày 22 tháng 9 năm 1925. 2- Những người nhập cư tuân theo sắc lệnh năm 1887 bao gồm 35 người Somalia và Ả Rập từ Yemen và 146 người Ấn Độ, Comorians và Caffres. 3- Rất ít người nhập cư Rodrigues. Hầu hết những người nhập cư này, bị tàn phá bởi bệnh sốt rét và bệnh tê phù (do thiếu vitamin B1), đã trở về Rodrigue. Về nguyên tắc, Sở Di trú chỉ phải ký hợp đồng với người sử dụng lao động và giải quyết việc hồi hương. Họ tích cực tham gia vào việc hòa giải và xoa dịu càng nhiều càng tốt mọi mâu thuẫn có thể nảy sinh giữa các những người tuyển mộ và người lao động theo kế ước. " | ” |

Cuộc cải cách này đánh dấu sự kết thúc của lao động hợp đồng khi nó được thành lập vào thế kỷ 19. Chiến tranh thế giới thứ hai bùng nổ, mà sau đó, đảo Réunion cắt đứt quan hệ với các nước khác trong khu vực, chấm dứt lượng dân cư trú này..

## Bắc Mỹ
Cho đến cuối thế kỷ 18, lao động có khế ước là rất phổ biến ở Bắc Mỹ thuộc Anh. Nó thường là một cách để người châu Âu nghèo di cư đến các thuộc địa của Mỹ: họ đã ký một hợp đồng để đổi lấy tiền chi trả tốn kém cho việc di cư. Sau khi hết hạn, người nhập cư được tự do làm việc cho bản thân mình hoặc chủ nhân khác. Ít nhất một nhà kinh tế đã lập luận rằng lao động có khế ước xảy ra phần lớn là "một phản ứng thể chế đối với sự không hoàn hảo của thị trường vốn".
Trong một số trường hợp, khế ước được viết ra do chủ tàu, người đã bán người lao động cho một chủ nhân tương lai ở thuộc địa Bắc Mỹ. Hầu hết những người lao động có khế ước đều làm công nhân nông trại hoặc người giúp việc gia đình, mặc dù một số người đã học việc để làm thợ thủ công.
Các điều khoản của một khế ước không phải lúc nào cũng được các tòa án Mỹ thi hành, mặc dù những người lao động chạy trốn thường được tìm kiếm và trả lại cho chủ nhân của họ.
Từ một nửa đến hai phần ba số người nhập cư da trắng đến các thuộc địa của Mỹ giữa những năm 1630 và Cách mạng Mỹ là những lao động có khế ước. Tuy nhiên, trong khi gần một nửa số người nhập cư châu Âu đến Mười ba thuộc địa là những lao động có khế ước, thì bất cứ lúc nào họ cũng có số lượng ít hơn những công nhân chưa bao giờ có khế ước, hoặc khế ước đã hết hạn, và do đó lao động với lương miễn phí là phổ biến hơn đối với người châu Âu thuộc địa. Những người lao động có khế ước chiếm đa số ở khu vực từ Virginia phía bắc đến New Jersey. Số lao động có khế ước ở các thuộc địa khác có ít hơn hẳn. Tổng số người nhập cư châu Âu đến tất cả 13 thuộc địa trước năm 1775 là khoảng 500.000; trong số 55.000 người này là tù nhân không tự nguyện. Trong số 450.000 người từ châu Âu tự nguyện đến Bắc Mỹ, Tomlins ước tính rằng 48% đã có khế ước. Khoảng 75% trong số này ở độ tuổi dưới 25. Tuổi trưởng thành của nam giới là 24 tuổi (không phải 21); những người trên 24 tuổi thường ký hợp đồng kéo dài khoảng 3 năm. Về những đứa trẻ đến Bắc Mỹ, Gary Nash báo cáo rằng "nhiều lao động có khế ước thực sự là cháu trai, cháu gái, anh em họ và con của những người bạn của những người di cư người Anh, mà đã trả tiền cho họ tới Mỹ để đổi lấy sức lao động một khi họ đến Mỹ." 
Một số trường hợp bắt cóc người để vận chuyển đến châu Mỹ được ghi lại, chẳng hạn như trường hợp của Peter Williamson (1730-1799). Như nhà sử học Richard Hofstadter đã chỉ ra: "Mặc dù các nỗ lực đã được thực hiện để điều chỉnh hoặc kiểm tra các hoạt động này, và chúng đã giảm dần tầm quan trọng trong thế kỷ thứ mười tám, nhưng vẫn có một phần nhỏ dân số thuộc địa trắng của Mỹ đã bị ép buộc và một phần lớn hơn nhiều đến Mỹ do bị lừa dối từ các linh hồn [đại lý tuyển dụng]. "  Một "linh hồn" tên là William Thiêne được biết là đã vận chuyển 840 người từ Anh đến các thuộc địa trong vòng một năm. Nhà sử học Lerone Bennett, Jr. lưu ý rằng "Người chủ các trang trại khai thác gỗ thường không quan tâm đến việc nạn nhân của họ là da đen hay da trắng".